# (7265) Edithmüller
(7265) Edithmuller, désignation internationale (7265) Edithmüller, est un astéroïde de la ceinture principale.

## Description
(7265) Edithmuller est un astéroïde de la ceinture principale. Il fut découvert le 30 septembre 1973 à l'observatoire Palomar par Cornelis Johannes van Houten, Ingrid van Houten-Groeneveld et Tom Gehrels. Il présente une orbite caractérisée par un demi-grand axe de 2,44 UA, une excentricité de 0,08 et une inclinaison de 5,9° par rapport à l'écliptique.

## Compléments